# Taylor Creek (Floryda)
Taylor Creek – jednostka osadnicza w Stanach Zjednoczonych, w stanie Floryda, w hrabstwie Okeechobee. Nad jeziorem Okeechobee.